# San Manuel Nuevo Canutillo
San Manuel Nuevo Canutillo är en ort i Mexiko.   Den ligger i kommunen Candelaria och delstaten Campeche, i den sydöstra delen av landet, 900 km öster om huvudstaden Mexico City. San Manuel Nuevo Canutillo ligger 53 meter över havet och antalet invånare är 268.
Terrängen runt San Manuel Nuevo Canutillo är platt, och sluttar söderut. Runt San Manuel Nuevo Canutillo är det glesbefolkat, med 11 invånare per kvadratkilometer. San Manuel Nuevo Canutillo är det största samhället i trakten. Trakten runt San Manuel Nuevo Canutillo består till största delen av jordbruksmark.